# 코스에어 인터내셔널의 운항 노선
코스에어 인터내셔널은 다음과 같은 노선을 운항하고 있다.

## 운항 노선

### 아프리카

#### 서아프리카
- 코트디부아르
  - 아비장 - 포르부에 국제공항 계졀편

#### 동아프리카
- 마다가스카르
  - 안타나나리보 - 이바토 국제공항
  - 노시베 - 파센느 공항
- 모리셔스
  - 포트루이스 - 시우 사구르 람룰람경 국제공항
- 레위니옹
  - 생드니 - 롤랑 가로 공항

### 유럽
- 프랑스
  - 파리 - 파리 오를리 공항 허브

### 아메리카

#### 북아메리카
- 미국
  - 뉴어크 - 뉴어크 리버티 국제공항 - (2020년 6월 10일 신규취항)
  - 마이애미 - 마이애미 국제공항
- 캐나다
  - 몬트리올 - 몬트리올 피에르 엘리오트 트뤼도 국제공항 계절편

#### 카리브해
- 도미니카 공화국
  - 푼타카나 - 푼타카나 국제공항
- 세인트루시아
  - 캐스트리스 - 조지 F.L. 찰스 국제공항
- 쿠바
  - 하바나 - 호세 마르티 국제공항
  - 바라데로 - 후안 괄베르토 고메스 공항
- 과들루프
  - 푸앵타피트르 – 푸앵타피트르 국제공항
- 마르티니크
  - 포르드프랑스 - 마르티니크 에이메 세제르 국제공항

## 단항 노선

### 아시아

#### 동남아시아
- 태국
  - 방콕 - 수완나품 국제공항

#### 남아시아
- 인도
  - 델리 - 인디라 간디 국제공항

#### 서남아시아
- 이스라엘
  - 텔아비브 - 벤구리온 국제공항

### 아프리카

#### 서아프리카
- 세네갈
  - 다카르 – 레오폴 세다르 상고르 국제공항
  - 다카르 – 블레즈 디아뉴 국제공항

#### 동아프리카
- 마다가스카르
  - 노지베섬 - 파센느 국제공항
- 마요트
  - 자우지 - 자우지 파만지 국제공항

#### 북아프리카
- 카보베르데
  - 살섬 - 아밀카르 카브랄 국제공항

### 유럽

#### 서유럽
- 프랑스
  - 리옹 - 생텍쥐페리 국제공항
  - 마르세유 - 마르세유 프로방스 공항

#### 남유럽
- 몰타
  - 루카 - 몰타 국제공항
- 이탈리아
  - 베니스 - 베니스 마르코 폴로 국제공항

### 아메리카

#### 북아메리카
- 미국
  - 뉴욕 - 존 F. 케네디 국제공항
  - 로스앤젤레스 - 로스앤젤레스 국제공항
  - 오클랜드 - 오클랜드 국제공항
- 캐나다
  - 멍크턴 - 멍크턴 로메오 르블랑 국제공항
  - 퀘벡 시 - 퀘벡 장 르사주 국제공항
  - 핼리팩스 - 핼리팩스 스탠필드 국제공항
- 멕시코
  - 캉쿤 - 캉쿤 국제공항

#### 카리브해
- 틀:나라자료 안틸레스
  - 신트마르턴 - 프린세스 줄리아나 국제공항
- 도미니카 공화국
  - 라로마나 - 라로마나 국제공항
  - 푸에르토플라타 - 그레고리오 루페롱 국제공항
  - 푼타카나 - 푼타카나 국제공항
- 아이티
  - 포르토프랭스 - 투생 루베르튀르 국제공항
- 쿠바
  - 산티아고데쿠바 - 안토니오 마세오 공항

### 오세아니아
- 누벨칼레도니
  - 누메아 - 누메아 라 톤투타 국제공항
- 프랑스령 폴리네시아
  - 파페에테 - 파아아 국제공항